# Lumea a treia

Cele trei „lumi” din timpul Războiului Rece, mai exact în perioada dintre aprilie 1975 (Căderea Saigonului) și august 1975 (preluarea controlului de către comuniști în Laos). Albastru (prima lume): Statele Unite, Regatul Unit și aliații lor. Roșu (lumea a doua): Uniunea Sovietică, China și aliații lor. Verde: statele neutre și țările mișcării de nealiniere.

Lumea a treia este un termen (geo)politic care desemnează cu aproximație țările în curs de dezvoltare, spre deosebire de țările lumii occidentale (sau „lumea întâi”, formată din țările dezvoltate, democratice și capitaliste) și de lumea a doua (țările socialiste și comuniste care gravitează în jurul (fostei) Uniunii Sovietice). Termenul a fost folosit pentru prima dată de către economistul francez Alfred Sauvy, la începutul anilor '50, pentru a distinge țările care nu făceau parte nici din blocul vestic (Statele Unite și aliații) și blocul estic (URSS și aliații săi). A intrat în limbajul comun în 1955, la conferința de la Bandung (Indonezia), cu un sens deviat de la sensul inițial, referindu-se la statele subdezvoltate sau aflate în curs de dezvoltare.